# Майк Джексон
Генерал сер Майкл Девід «Майк» Джексон (англ. Sir Michael David "Mike" Jackson; 21 березня 1944 — 15 жовтня 2024) — відставний британський офіцер і один з найпомітніших генералів британської армії з часів Другої світової війни. Джексон почав військову кар'єру зі вступу в Розвідувальний корпус у 1963 році, але 1970 року перейшов у Парашутно-десантний полк, в якому відслужив два з трьох своїх відряджень до Північної Ірландії. Під час свого першого відрядження, перебуваючи у званні ад'ютанта, Джексон став свідком Кривавої неділі (1972), коли солдати відкрили вогонь по протестуючим, убивши 13 осіб. Його друге відрядження, під час якого він був уже командиром роти, припало на період після засідки у Ворренпойнті (1979), коли британська армія понесла найбільш важкі втрати за період конфлікту в країні. 1982 року Джексона призначили на штабну посаду в міністерстві оборони, а 1984 року він став командиром 1-го батальйону Парашутно-десантного полку. На початку 1990-х його втретє відправили до Північної Ірландії — вже як командира бригади.
У 1994 році Джексон відслужив своє перше відрядження на Балканах, де командував багатонаціональною дивізією Сил втілення (ІФОР) НАТО. 1997 року, після штабної роботи в Британії, його призначили командиром Об'єднаного корпусу швидкого реагування (ARRC) НАТО. Під час війни в Косово Джексон разом із ARRC повернувся на Балкани, де відмовився виконувати наказ американського генерала Веслі Кларка — свого безпосереднього начальника у ланцюзі командування НАТО — заблокувати злітно-посадочну смугу аеропорту в Приштині та ізолювати розміщений там російський контингент. Як він заявив Кларку: «Я не збираюся через вас починати третю світову війну». Цей інцидент викликав багато суперечок, особливо в США, і приніс Джексону прізвисько «Мачо Джако» в британській бульварній пресі. Джексон установив ділові стосунки з російським генералом, що командував загоном у Приштині, подарувавши йому пляшку віскі та надавши росіянам загін британських солдат під командуванням свого сина Марка.
Після повернення до Великої Британії, Джексона підвищили до генерала і призначили головнокомандувачем сухопутними силами — на другу за старшинством посаду в британській армії. Відслуживши три роки на цій посаді, Джексон у 2003 році був призначений начальником Генерального штабу (CGS) — професійним керівником британської армії. Він зайняв цей пост за місяць до початку війни в Іраку, на тлі суперечок щодо законності вторгнення і тверджень, що армія була погано оснащена. Однак, він відкидав заяви, що армія перебувала в «критичному стані». Найбільш спірним моментом його перебування на посту CGS була перебудова системи полків та об'єднання багатьох з них, що призвело до втрати їх історичних назв. 2006 року Джексон передав пост серу Річарду Даннатту і пішов з армії після майже 45-річної служби.

## Ранні роки
Батько Джексона, Джордж, служив солдатом у кінній гвардії, після чого вступив у Корпус обслуговування Королівської армії. Під час Другої світової війни у день Д Джордж Джексон прийняв командування ескадрою десантних транспортних засобів після того, як його командира убили в бою. Пізніше він був нагороджений бельгійським Військовим хрестом та удостоєний згадки у наказі. Майк народився у 1944 році у будинку його матері в Шеффілді (Південний Йоркшир). Після війни Джорджа Джексона відправили до Триполі (Лівія), де він прожив з родиною два роки та де народилася молодша сестра Джексона. Переживши серцевий напад, Джордж Джексон після 40 років в армії вийшов у відставку в званні майора. Мати Джексона, Айві (уроджена Бауер), була куратором у музеї у Шеффілді.
Через відрядження батька Джексон навчався у різних початкових школах перед тим, як вступити до незалежної школи-інтернату Стемфорд у південному Лінкольнширі. У школі він був старостою та разом з Джоном Древієнкієвічем (майбутнім генерал-майором) входив до Об'єднаного кадетського корпусу. У 15-річному віці Джексон вирішив, що хоче бути солдатом.

## Початок військової кар'єри
Попри поради директора Стемфорда розглянути варіант навчання в університеті, Джексон у 1961 році подав заяву на вступ у лави британської армії. Його було прийнято і у січні 1962 року він вступив до Королівської військової академії в Сандгерсті, яку закінчив у грудні 1963-го. У Сандгерсті він зацікавився Парашутно-десантним полком, але зрештою вступив у Розвідувальний корпус — у віці 19 років та у званні молодшого лейтенанта. Після свого призову Джексон скористався можливістю, що пропонувалася у Розвідувальному корпусі, — пройти підготовку командира взводу в бойовому полку, — і вирішив зробити це у Парашутно-десантному полку.
Перед тим, як залишити Сандгерст, він подав заяву на отримання вченого ступіню в цивільному університеті під час проходження військової служби — за програмою, що субсидується армією, — та був прийнятий на курс русистики в Бірмінгемському університеті. Курс вимагав від студентів декілька місяців прожити в СРСР; оскільки міністерство оборони не дозволило Джексону поїхати до країни, університет погодився зняти цю вимогу. Після випуску в 1967 році Джексон повернувся до армії. Його першим підвищенням було отримання звання лейтенанта 20 червня 1965 року. Він служив ад'ютантом у Парашутно-десантного полку в Малайзії, Гонконгу та Ангільї. В Ангільї його батальйон замінив сили, відправлені для відновлення порядку після проголошення незалежності острову в 1969 році. Після цього відрядження Джексона підвищили до капітана і він неохоче повернувся у Розвідувальний корпус. Зрештою, через рік, у 1970 році, він отримав дозвіл перейти у Парашутно-десантний полк, зберігши звання капітана.
Джексон продовжив службу в Північній Ірландії ад'ютантом 1-го батальйону Парашутно-десантного полку (1 PARA) і став свідком Кривавої неділі 30 січня 1972 року, коли 13 протестувальників в Деррі були застрелені солдатами з 1 PARA. Джексон знаходився у тактичному штабі, що стримував протести безпосередньо перед початком стрілянини, і він супроводжував командира батальйону Дерека Вілфорда, коли той вирішив вирушити до місця подій. Вони дісталися позиції, коли стрілянина вже завершилася, але пізніше Джексон згадував, що побачив кілька тіл позаду армійського автомобіля. 1976 року він отримав звання майора та проходив курси в штабному коледжі в Кемберлі перед тим, як вирушити до Німеччини начальником штабу Берлінської піхотної бригади.
Після Берліна Джексон відслужив своє друге відрядження у Північній Ірландії, цього разу як командир роти. Це відрядження припало на період після засідки у Ворренпойнті (1979), коли британська армія понесла найбільш важкі втрати за період конфлікту в країні. Прибувши на місце незабаром після другого вибуху, Джексон керував роботою на місці події. Йому довелося ідентифікувати свого близького друга, майора Пітер Фурсмана, з останків обличчя, яке було відірвано від черепа. Того ж року на день народження королеви Джексон був удостоєний звання кавалера ордена Британської імперії, а у 1981-му був згаданий у наказі на знак визнання його служби у Північній Ірландії.
Пройшовши навчання у Національному оборонному коледжі, Джексон увійшов до штабу керівництва Військового коледжу й у 1981 році був підвищений до підполковника. Він прослужив у штабі керівництва коледжу в Кемберлі два з половиною роки. У цей період, під час Фолклендської війни 1982 року, його прикомандирували до штатної посади у міністерстві оборони і таким чином він упустив можливість безпосередньо взяти участь у конфлікті. У березні 1984 року він прийняв командування 1 PARA, який у той час дислокувався у Норвегії, проходячи тренування за сценарієм радянського нападу. Стурбований недостатньою підготовкою до погодних умов, Джексон передчасно залишив Кемберлі для того, щоб пройти тренування у Королівській морській піхоті. З 1986 по 1988 рік він перебував на посаді старшого керівника Об'єднаного оборонного коледжу, отримавши у 1987 році звання полковника.
Під час служби у званні полковника Джексон роздумував про відставку. Він думав, що у 44 роки вже упустив шанс отримати підвищення до бригадира і що, можливо, «досяг своєї стелі», оскільки офіцерів у віці рідко відбирали для просування по службі. Його вмовили спробувати ще раз наступного року, і 31 грудня 1989-го він отримав звання бригадира — після шести місяців на службовій стипендії, під час яких він писав статтю про майбутнє армії і проходив курс з вищого командування і штабної роботи. Джексон вирушив у третє відрядження у Північну Ірландію як командир 39-ї піхотної бригади. Цей пост він займав до 1992 року, таким чином пропустивши війну в Перській затоці. У 1992-му його підвищили з кавалера до командора ордена Британської імперії.

## У вищому командуванні
Займавши лише один пост у чині бригадира, у травні 1992 року Джексон отримав тимчасовий чин генерал-майора; у мирний час старші офіцери, як правило, займали дві посади перед підвищенням. Його призначили начальником управління з обслуговування особового складу в міністерстві оборони з підпорядкуванням генерал-ад'ютанту. У червні 1992 року його затвердили у званні генерал-майора заднім числом з жовтня 1991-го. Після двох років у міністерстві Джексон у квітні 1994 року прийняв командування 3-ю механізованою дивізією.
Під час Югославських війн у 1995 році Джексон мав замінити Руперта Сміта на посаді командира Сил ООН по охороні (UNPROFOR), що спричинило б його передчасне просування у генерал-лейтенанти (тризірковий ранг) і отримання блакитного берету командування ООН. Однак у результаті Дейтонських угод UNPROFOR був перетворений на Сили втілення (ІФОР) під керівництвом НАТО і Джексон залишився генерал-майором (двозірковий ранг), командуючи 3-ю дивізією і військами з низки інших країн, що складали багатонаціональну дивізію Південно-Захід. Джексон зберігав командування 3-ю дивізією до липня 1996 року і ненадовго продовжив працювати на штабній посаді начальника управління з розвитку та доктрини. У листопаді 1996 року він був удостоєний звання кавалера ордена Лазні.
Після призначення командувачем Об'єднаного корпусу швидкого реагування (ARRC) НАТО, Джексон у січні 1997 року отримав тимчасовий чин генерал-лейтенанта, а у квітні 1997 року його затвердили у цьому званні. У ланцюзі командування НАТО Джексон підпорядковувався Верховному головнокомандувачу ОЗС НАТО в Європі — американському чотиризірковому генералу Веслі Кларку. Під командуванням Джексона сили ARRC у березні 1999 року були розгорнені у Боснії і Герцеговині, де Джексон відслужив своє друге відрядження на Балканах, командуючи KFOR — багатонаціональними силами НАТО з підтримки миру, створеними наприкінці війни у Косово.
У червні 1999 року він опинився у центрі уваги засобів масової інформації після конфронтації з Кларком: Джексон відмовився заблокувати злітно-посадочну смугу зайнятого росіянами аеропорту в Приштині та ізолювати там російські війська, що завадило б їм вилітати у підкріплення, — після того, як наказ був підданий сумніву капітаном Джеймсом Блантом. У палкій суперечці з Кларком Джексон заявив йому: «Я не збираюся через вас починати третю світову війну». Пізніше він заявив BBC, що виконання наказу могло б призвести до збройного протистояння з російськими військами, що, на його думку, не було «правильним шляхом розпочинати відносини з росіянами». Пізніше США переконали сусідні країни, у тому числі Угорщину та Румунію, закрити повітряний простір для росіян. Джексон був підданий критиці американськими військовими і політиками, зокрема головою Об'єднаного комітету начальників штабів генералом Х'ю Шелтоном, який назвав інцидент «тривожним», і сенатором Джоном Ворнером, який звинуватив Джексона у порушенні субординації.
У результаті інциденту в аеропорту Приштини британська преса прозвала Джексона «Мачо Джако». Серед своїх солдат Джексон був знаний як «Дарт Вейдер» і «Князь тьми» — через свій темперамент і різкий голос. Після конфронтації з Кларком Джексон зустрівся в аеропорту з російським генералом Віктором Заварзіним та встановив з ним ділові стосунки. Дізнавшись, що російські війська побоювалися нападу Армії визволення Косово, Джексон пообіцяв захистити росіян, відправивши їм загін британських солдат під командуванням свого сина Марка — разом з пляшкою віскі у подарунок. 1998 року Джексона посвятили у лицарі та присудили йому звання кавалера ордена Лазні, а у 1999-му він був нагороджений орденом «За видатні заслуги».
На початку 2000 року Джексон вступив на посаду головнокомандувача британськими сухопутними силами — другу за старшинством посаду в британській армії, отримав звання генерала і став членом армійського комітету. Як головнокомандувач, Джексон відповідав за формування сил для англійської інтервенції у Сьєрра-Леоне (2000), в які зокрема увійшли бригадир Девід Річардс  (пізніше начальник штабу оборони) і син Джексона Марк. На прохання цивільної влади він також займався допомогою під час епідемії ящуру, повеней і страйків пожежних. Ще бувши головнокомандувачем, він замість начальника генштаба у 2002 році марширував за труною на державних похоронах королеви-матері Єлизавети. Джексон ніс загальну відповідальність за формування британських сил для війн у Афганістані та Іраку.

### Начальник Генерального штабу

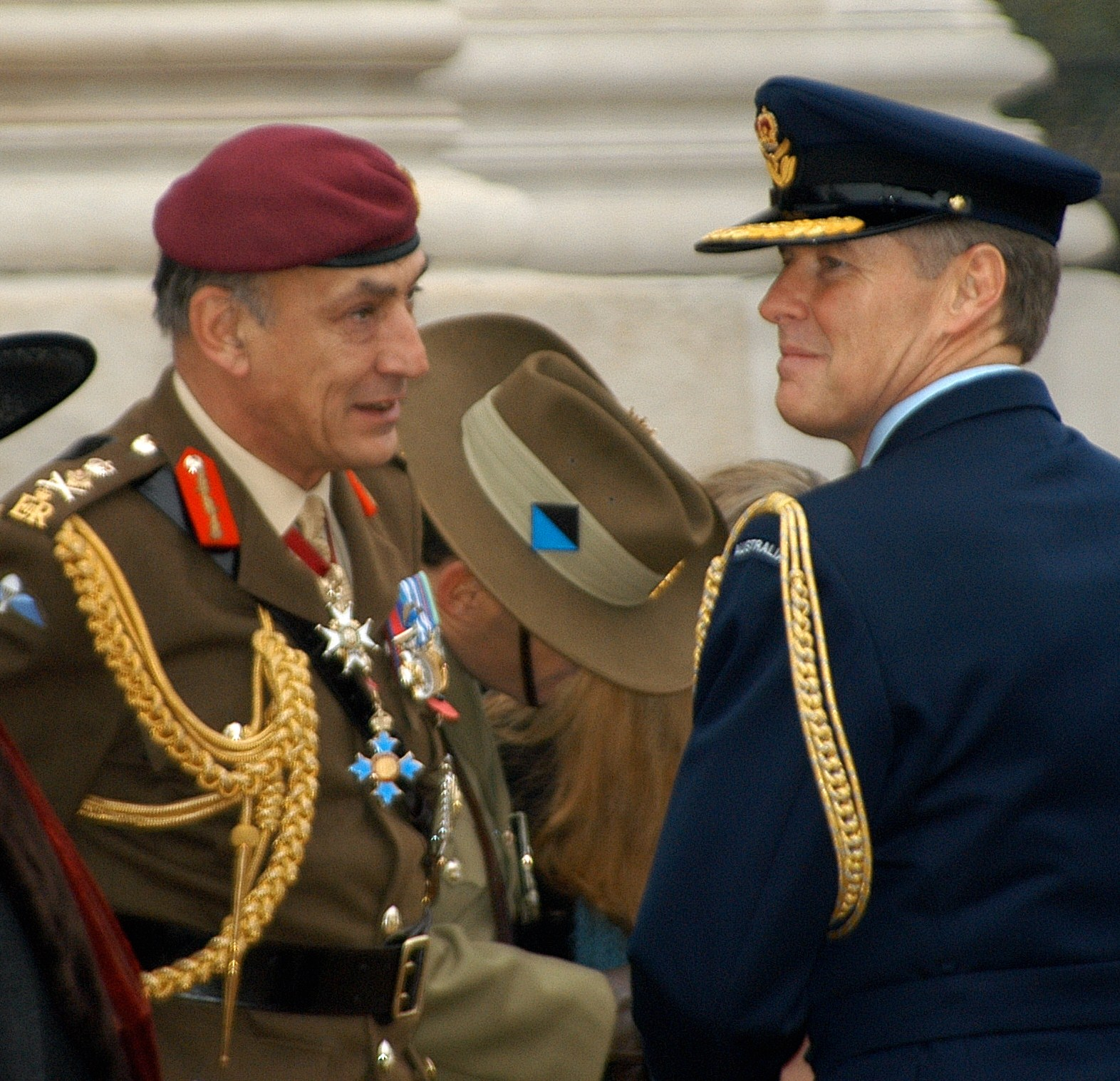
Джексон (ліворуч) під час розмови з офіцером ВПС Австралії на Вайтхолл у Лондоні в День пам'яті (2003)

Джексон 1 лютого 2003 року, всього за місяць до вторгнення в Ірак, змінив генерала сера Майкла Вокера на посаді начальника Генерального штабу (CGS). Пізніше він сказав, що «зробив свою домашню роботу» з визначення спірної законності війни і переконав себе, що вторгнення було законним. Незабаром після вторгнення в Ірак Джексон наказав розслідувати факти жорстокого поводження британських солдатів з іракськими ув'язненими. Він визнав, що звинувачення зашкодили репутації армії, але заявив, що покриття таких фактів зашкодить їй ще більше. У підсумку кілька солдатів були засуджені за зловживання, після чого Джексон публічно вибачився від імені британської армії. Через кілька тижнів після призначення на посаду CGS Джексон був викликаний для дачі показів щодо Кривавої неділі.
Найбільш спірною дією Джексона під час перебування на посту CGS була модернізація полкової структури армії у 2004 році, під час якої було об'єднано багато полків. Об'єднання призвело до втрати багатьох історичних назв полків, у тому числі полку Devon and Dorsets, який став частиною The Rifles, та Black Watch, який після втручання королеви Єлизавети II зберіг свою назву, але став батальйоном Королівського полку Шотландії. Джексон наполягав, що зміни були необхідні для того, щоб надати армії гнучкості і більше можливостей, але сказав, що «прекрасно розуміє, що це стане сумними і неприємними новинами, принаймні для частини піхоти». У рамках цієї ж модернізації система передислокації підрозділів, за якою піхотні батальйони змінювали спеціалізацію кожні кілька років, також була ліквідована через неефективність.
Під час війни в Іраку Джексон визнав, що війна стала тягарем для армії, але називав «дурницями» закиди про те, що армія перебувала в «критичному стані». Він також відкидав закиди про те, що армії бракувало спорядження. У грудні 2004 року Джексон був підвищений до лицаря Великого хреста ордена Лазні. Відомий відкритим висловлюванням своєї думки, Джексон привернув увагу ЗМІ наприкінці свого перебування на посту CGS у 2006 році, коли виступив з критикою професора та пацифіста Нормана Кембера через відсутність у Кембера почуття подяки до солдатів, які звільнили його від іракських викрадачів. Ставши одним з найпомітніших генералів британської армії з часів Другої світової війни, Джексон у серпні 2006 року передав пост начальника Генерального штабу серу Річарду Даннатту і пішов з армії після майже 45 років служби.

### Почесні ролі
Джексон займав низку почесних і церемоніальних посад у різних полках. 1994 року він став почесним полковником 10-го (добровольчого) батальйону Парашутного-десантного полку, пробувши ним до 1999 року. У 1998-му його призначили полковником-комендантом Парашутно-десантного полку (його змінив сер Джон Райт у 2004 році) і полковником-комендантом корпусу генерал-ад'ютанта (його змінив сер Фредді Віггерс у 2005 році).
1997 року Джексон був призначений почесним полковником 2-го батальйону (добровольців) полку Royal Gloucestershire, Berkshire and Wiltshire Територіальної армії. Після модернізації полкової структури Джексона у 1999 році призначили на новостворену посаду почесного полковника полку Rifle Volunteers. Він був удостоєний звання генерала-ад'ютанта королеви Єлизавети II у 2001 році, змінивши сера Руперта Сміта та пробувши на цій позиції до 2006 року. Після виходу на пенсію він був у 2007 році призначений заступником лейтенанта графства Вілтшир.

## Вихід на пенсію
Джексон вийшов у відставку в 2006 році. Він провів майже 45 років в армії, але висловлював жаль про те, що жодного разу не воював у звичайній битві — він перебував на штатній посади в 1982 році під час Фолклендської війни і служив командиром бригади в Північній Ірландії під час війни у Перській затоці. На пенсії Джексон продовжував висловлювати думки з військових питань. Через чотири місяці після відставки він прочитав щорічну лекцію Річарда Дімблбі, в якій піддав критиці роботу міністерства оборони. Наприкінці 2006 року Джексон став консультантом в PA Consulting Group, одночасно читаючи лекції з лідерства. Він також працював незалежним директором ForceSelect та охоронної компанії Legion і є членом міжнародної консультативної ради Rolls-Royce.

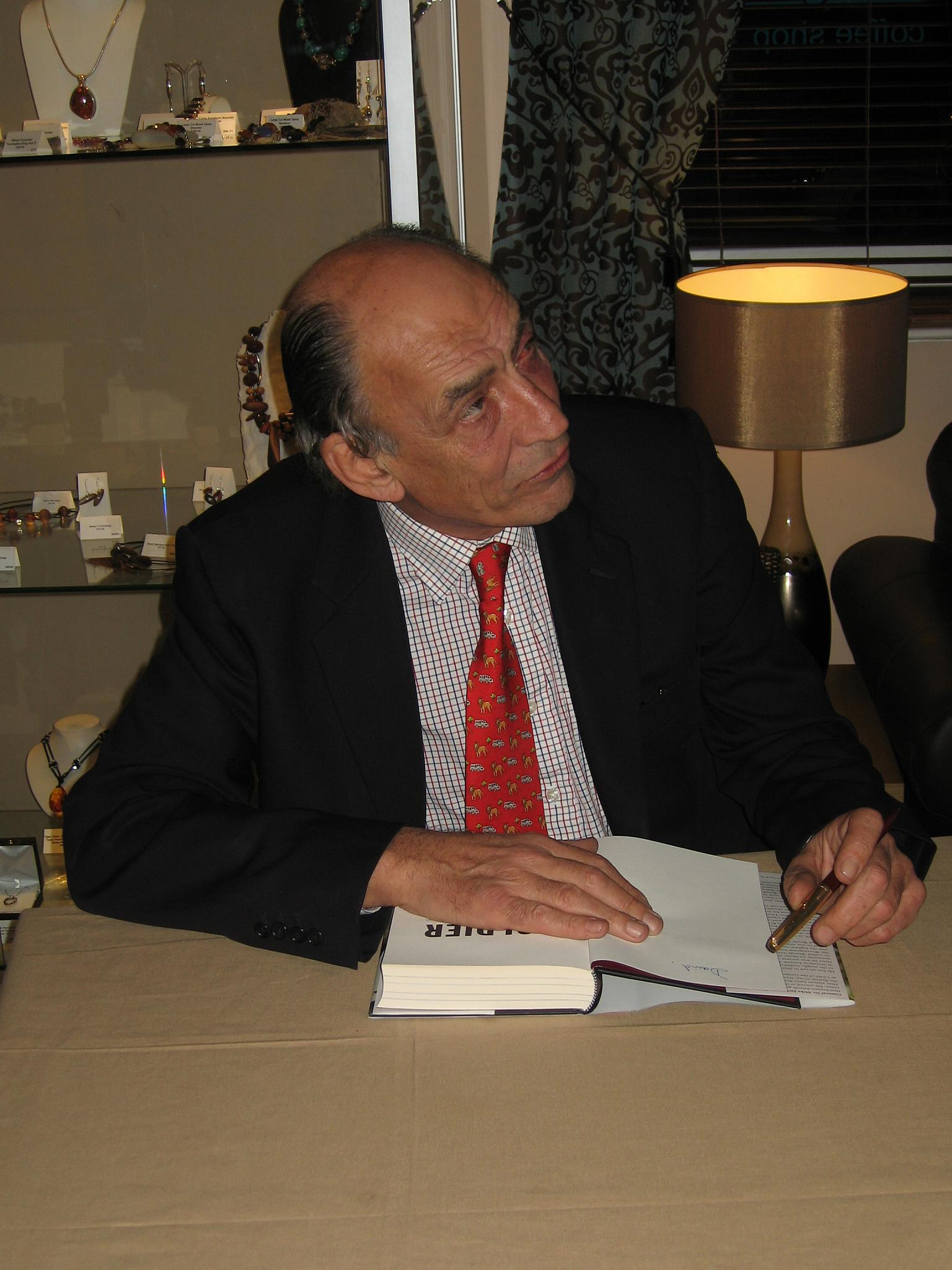
Джексон підписує екземпляр автобіографії «Солдат» у 2008 році

У 2007 році видавництво Transworld опублікувало автобіографію Джексона «Солдат». Гері Шеффілд у газеті «Індепендент» назвав книгу «цікавим і чесним звітом, що стане у нагоді для тих, хто прагне зрозуміти британську армію 21-го століття», але редактор The Observer з закордонних справ Пітер Бомонт назвав її «розчаруванням» і зазначив, що «зрештою, це думки Джексона …, а не будь-яка нова потужна інформація». Він висловив підозру, що книга була сильно відредагована юристами армії. Бувши рішучим у тому, щоб зберігати активність після відставки, Джексон згадував рекомендацію свого друга: «Щоб ти не робив, не погоджуйся на підрізання троянд, або незабаром їх покладуть до твоєї труни». 2008 року він брав участь разом з генерал-майором Джуліаном Томпсоном у програмі Great Lives радіостанції BBC Radio 4 і номінував на отримання титулу «велике життя» фельдмаршала Білла Сліма. Джексон входить у раду піклувальників Меморіального тресту Джона Сміта — благодійної організації, створеної у 1995 році на пам'ять про покійного лідера Лейбористської партії Джона Сміта.
Джексон знов з'явився у заголовках ЗМІ у 2007 році, коли він та інші відставні генерали піддали критиці американське післявоєнне планування в Іраку, назвавши його «безглуздим» і «інтелектуально збанкрутілим». Він також приєднався до критики Британської національної партії (BNP) у 2009 році в розпал скандалу через участь лідера партії Ніка Гріффіна у телешоу Question Time. Джексон звинуватив BNP у «захопленні» військових символів, заявивши: «BNP стверджує, що вона має кращі відносини зі збройними силами, ніж інші політичні партії. Як вони сміють використовувати образ армії, зокрема, для свого просування?». У відповідь Гріффін назвав Джексона і сера Річарда Даннатта «військовими злочинцями».
У 2009 році до уваги ЗМІ потрапила суперечка між Джексоном і міністром оборони Бобом Ейнсвортом, коли Ейнсворт заявив, що Велика Британія може тільки трохи збільшити чисельність військ в Афганістані, відзначивши, що армія була поставлена у складне становище, коли брала участь одночасно в Іраку та Афганістані. Джексон заперечив, сказавши, що Велика Британія повинна відігравати вирішальну роль і що з початком виводу військ з Іраку Британія отримала можливість збільшити свою присутність в Афганістані. Після публікації звіту розслідування подій Кривавої неділі у червні 2010 року Джексон дав інтерв'ю, в якому приєднався до вибачень прем'єр-міністра Девіда Кемерона. Він визнав, що війська 1-го парашутного батальйону, в яких він був ад'ютантом, вбили людей «без обґрунтування», але у той же час відмітив, що «Північна Ірландія дуже змінилася — не в останню чергу завдяки жертвам, принесеним» солдатами, які там служили.

## Особисте життя
Джексон вперше одружився у 1966 році під час навчання в університеті. У цьому шлюбі народилося двоє дітей (Аманда і Марк), але він завершився розлученням на початку 1980-х. Джексон вдруге одружився у 1985 році на Сарі Кум, з якою познайомився під час обговорення Фолклендської війни на званому обіді у 1984 році. У пари в 1990 році народився син Том. Дочка Джексона Аманда — мати чотирьох дітей. Марк Джексон вступив в армію і служив під командуванням батька у Косово. Він також служив у Сьєрра-Леоне й Афганістані, залишивши армію в чині майора в 2002 році після серйозного поранення у цивільній парашутній аварії за два роки до цього. Зараз він працює художником і скульптором.
Джексон був добре відомий наявністю великих мішків під очима, які він хірургічно видалив незабаром після виходу на пенсію. Він заявив, що це було справою «зору, а не марнославства», оскільки мішки послаблювали його зір. Серед своїх інтересів Джексон називав музику, читання, подорожі, лижі і теніс.